# 浅野八郎 (財閥)
浅野 八郎（あさの はちろう、1891年（明治24年）8月 - 1966年（昭和41年）1月8日）は、日本の実業家。浅野財閥の創始者・浅野総一郎の三男で、同財閥の多数の系列会社重役を同時に務めた。

## 経歴
慶應義塾普通部を経て1917年（大正6年）に慶應義塾大学部理財科を卒業し、浅野造船所に勤務した。1923年（大正12年）に造船業・製鉄業視察で欧米を訪れた。1926年 (昭和元年) には電力事業視察で欧米を訪問した。
浅野カーリット（日本カーリット）社長、関東水力電気（佐久発電所）副社長、関東証券代表取締役、浅野セメント（太平洋セメント）常務取締役、浅野物産（丸紅）・鶴見製鉄造船（JFE、ジャパンマリンユナイテッド）・関東運輸（日の出興業）・日之出汽船（NYKバルク・プロジェクト）・鶴見木工・庄川水力電気（小牧ダム）・五日市鉄道（JR五日市線）・小倉築港（小倉興産）・上毛電力の取締役、浅野石材工業・日本ヒューム管（日本ヒューム）・信越木材・日本鋳造・南武鉄道（JR南武線）・小倉製鋼（日本製鉄）の監査役を務めた。
戦後、公職追放となった。1951年 (昭和26年) 追放解除。

## 経済以外の活動
"Acting Consul for El Salvador at Tokyo" エルサルバドルの東京代理領事を1941年に務めた。
浅野総合中学校（浅野中学校・高等学校）の理事を務めた。

## 人物
愛想がよく腰が低く柔和だが、なかなか気骨がある人で、他人の面倒をよく見る、財閥の御曹司としては立派な人と評された。

## 家族
- 妻の富美は若尾璋八（甲州財閥）の長女[8]。
- 長男・浅野総太郎（1925年生）の妻・三四子（1934年生）は彫刻家・安田周三郎（安田財閥安田善三郎の三男、1906年生）の娘。安田善三郎の四女磯子の娘はオノ・ヨーコなので、三四子とオノ・ヨーコは従姉妹になる。片岡仁左衛門 (13代目)は周三郎の実兄。
- 次男の浅野久弥（1933年生）は日本セメント重役を経て関西アサノ鉱業、東京コンクリート各社長を務めた。妻・久子（三井財閥当主・三井八郎右衛門の長女）との子・浅野昌英は不動産業・浅野アソシエイツ[9]社長で、妻は中内㓛の長女・綾。
- 長女の住友桃枝は住友財閥住友勝（1920年生、住友友純の孫）の妻。
- 二女の三井豊子は三井財閥・三井公乗（三井高公三男）の妻。